# Deerfield (Town, Dane County)
Die Town of Deerfield ist eine von 34 Towns im Dane County im US-amerikanischen Bundesstaat Wisconsin. Im Jahr 2010 hatte die Town of Deerfield 1585 Einwohner.
Town hat in Wisconsin eine grundlegend andere Bedeutung als im übrigen englischsprachigen Bereich. Vielmehr entspricht sie den in den anderen US-Bundesstaaten üblichen Townships, die nach dem County die nächstkleinere Verwaltungseinheit bilden.
Das Gebiet der Town of Deerfield ist Bestandteil der Metropolregion Madison.

## Geografie
Die Town of Deerfield liegt im Süden Wisconsins, im östlichen Vorortbereich der Hauptstadt Madison. Der am Mississippi gelegene Schnittpunkt der drei Bundesstaaten Wisconsin, Iowa und Minnesota liegt rund 217 km westnordwestlich; nach Illinois sind es rund 65 km in südlicher Richtung.
Die Koordinaten des geografischen Zentrums der Town of Deerfield sind 43°04′01″ nördlicher Breite und 89°04′26″ westlicher Länge. Sie erstreckt sich über eine Fläche von 89,3 km². Die selbstständige Gemeinde Deerfield wird vollständig von der Town of Deerfield umschlossen, ohne dieser anzugehören.
Die Town of Deerfield liegt im Osten des Dane County und grenzt an folgende Nachbartowns und selbständige Gemeinden:
| Town of Sun Prairie      | Town of Medina                              | Town of Waterloo (Jefferson County)   |
| Town of Cottage Grove    | Kompassrose, die auf Nachbargemeinden zeigt | Town of Lake Mills (Jefferson County) |
| Town of Pleasant Springs | Village of Cambridge Town of Christiana     | Town of Oakland (Jefferson County)    |

## Verkehr
Die Interstate 94 begrenzt die Town of Deerfield nach Norden. Durch den Südwesten verlaufen auf einem gemeinsamen Streckenabschnitt die U.S. Highways 12 und 18. Der Wisconsin State Highway 73 verläuft in Nord-Süd-Richtung durch das Zentrum der Town. Alle weiteren Straßen sind untergeordnete Landstraßen sowie teils unbefestigte Fahrwege.
Durch die Town of Deerfield führt mit dem Glacial Drumlin State Trail ein auf einer ehemaligen Eisenbahnstrecke der Chicago and North Western Railway verlaufender Rail Trail für Wanderer und Radfahrer. Im Winter kann der Wanderweg auch mit Schneemobilen befahren werden.
Der nächste Flughafen ist der Dane County Regional Airport in Wisconsins Hauptstadt Madison (rund 35 km nordwestlich).

## Bevölkerung
Nach der Volkszählung im Jahr 2010 lebten in der Town of Deerfield 1585 Menschen in 544 Haushalten. Die Bevölkerungsdichte betrug 17,7 Einwohner pro Quadratkilometer. In den 544 Haushalten lebten statistisch je 2,7 Personen.
Ethnisch betrachtet setzte sich die Bevölkerung zusammen aus 93,1 Prozent Weißen, 4,4 Prozent Afroamerikanern, 0,1 Prozent amerikanischen Ureinwohnern, 1,0 Prozent Asiaten sowie 0,5 Prozent aus anderen ethnischen Gruppen; 0,8 Prozent stammten von zwei oder mehr Ethnien ab. Unabhängig von der ethnischen Zugehörigkeit waren 2,2 Prozent der Bevölkerung spanischer oder lateinamerikanischer Abstammung.
22,7 Prozent der Bevölkerung waren unter 18 Jahre alt, 67,2 Prozent waren zwischen 18 und 64 und 10,1 Prozent waren 65 Jahre oder älter. 44,2 Prozent der Bevölkerung war weiblich.
Das mittlere jährliche Einkommen eines Haushalts lag bei 86.442 USD. Das Pro-Kopf-Einkommen betrug 36.918 USD. 5,7 Prozent der Einwohner lebten unterhalb der Armutsgrenze.

## Ortschaften in der Town of Deerfield
Neben Streubesiedlung existieren in der Town of Deerfield noch folgende gemeindefreie Siedlungen:
- London
- Old Deerfield